# Дьябло-Гранд (Каліфорнія)
Дьябло-Гранд (англ. Diablo Grande) — переписна місцевість (CDP) в США, в окрузі Станіслаус штату Каліфорнія. Населення — 1669 осіб (2020).

## Географія
Дьябло-Гранд розташоване за координатами 37°23′51″ пн. ш. 121°16′47″ зх. д. / 37.39750° пн. ш. 121.27972° зх. д. (37.397522, -121.279732).  За даними Бюро перепису населення США в 2010 році переписна місцевість мала площу 13,24 км², з яких 13,24 км² — суходіл та 0,00 км² — водойми.

## Демографія
Згідно з переписом 2010 року, у переписній місцевості мешкало 826 осіб у 307 домогосподарствах у складі 231 родини. Густота населення становила 62 особи/км².  Було 422 помешкання (32/км²).
Расовий склад населення:
| - 61,7 % — білих - 9,3 % — чорних або афроамериканців - 8,5 % — азіатів - 0,7 % — вихідців з тихоокеанських островів - 0,4 % — корінних американців - 9,3 % — осіб інших рас |

До двох чи більше рас належало 10,0 %. Частка іспаномовних становила 30,8 % від усіх жителів.
За віковим діапазоном населення розподілялося таким чином: 26,3 % — особи молодші 18 років, 66,0 % — особи у віці 18—64 років, 7,7 % — особи у віці 65 років та старші. Медіана віку мешканця становила 37,9 року. На 100 осіб жіночої статі у переписній місцевості припадало 110,7 чоловіків;  на 100 жінок у віці від 18 років та старших — 107,1 чоловіків також старших 18 років.
Середній дохід на одне домашнє господарство  становив 99 347 доларів США (медіана — 93 839), а середній дохід на одну сім'ю — 103 440 доларів (медіана — 94 107). За межею бідності перебувало 2,0 % осіб, у тому числі 5,4 % дітей у віці до 18 років та 0,0 % осіб у віці 65 років та старших.
Цивільне працевлаштоване населення становило 509 осіб. Основні галузі зайнятості: освіта, охорона здоров'я та соціальна допомога — 23,6 %, виробництво — 18,7 %, науковці, спеціалісти, менеджери — 13,6 %, будівництво — 11,4 %.